# Nakajima B5N

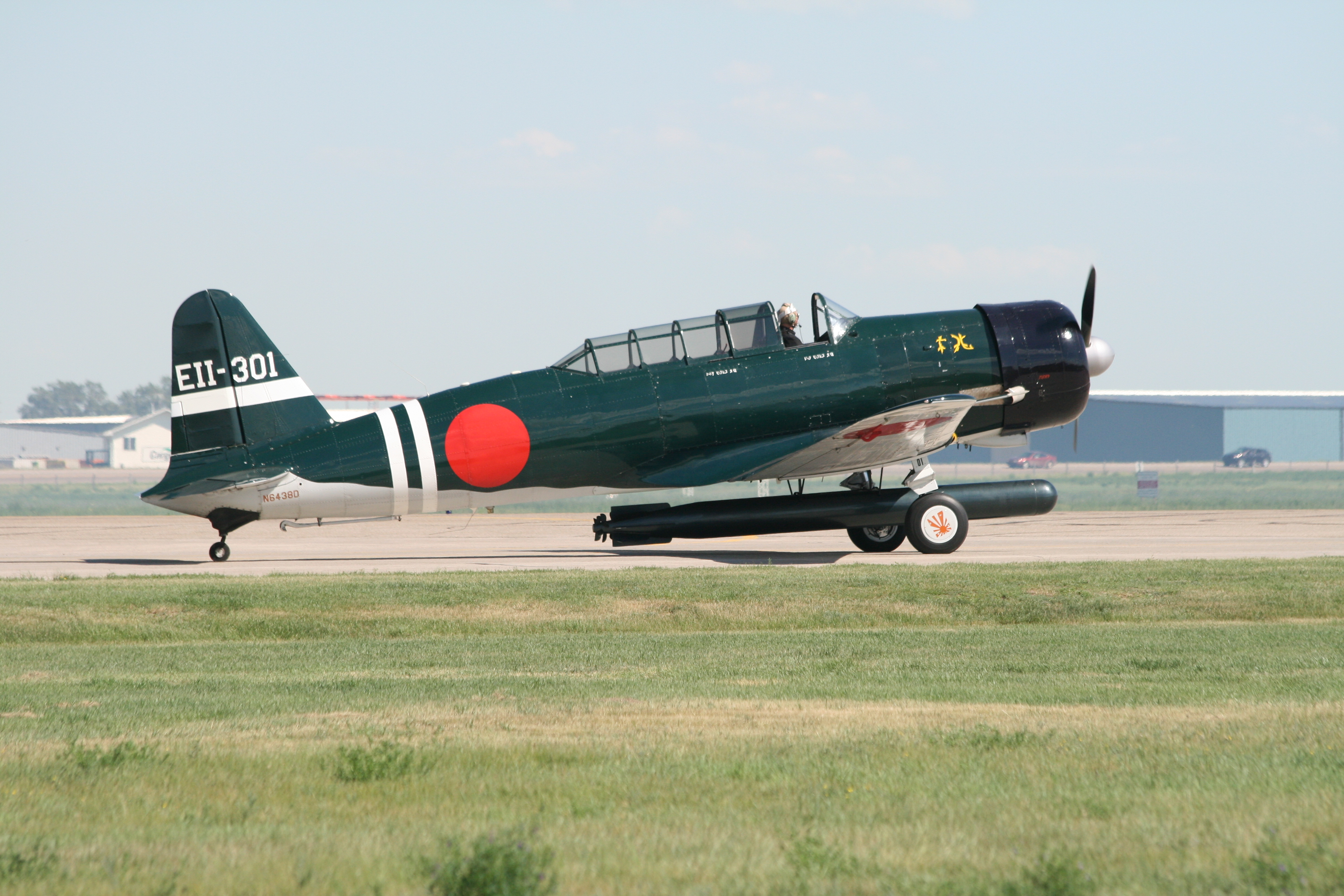
réplica de Nakajima B5N Tora! Tora! Tora!

O Nakajima B5N (em japonês:  中島 B5N), apelidado pelos aliados de "Kate", foi um bombardeiro torpedeiro fabricado pela empresa japonesa Nakajima Aircraft Company e utilizado pela Marinha Imperial Japonesa como o principal bombardeiro torpedeiro durante a Guerra do Pacífico na Segunda Guerra Mundial. Foi sucedido pelo modelo Nakajima B6N.
O Nakajima B5N foi projetado para atender uma solicitação da marinha de 1935 para substituir o bombardeiro Yokosuka B4Y e o primeiro protótipo voou em janeiro de 1937. Teve importante papel no afundamento dos porta-aviões USS Yorktown, USS Lexington e USS Hornet da Marinha dos Estados Unidos. Também foi empregado em ataques kamikaze.

## História
Fabricado a partir de um modelo projetado no ano de 1935 por Nakagima Hikoki, Aichi Tokei Denki e Dai-juichi Kokusho, era considerado ultrapassado para a guerra, mas ainda assim trouxe algumas modificações que as demais aeronaves viriam a adotar algum tempo depois. Dentre estes diferencias estavam o trem de pouso retrátil e dobradores de asas, ambos acionados por sistema hidráulico, além de hélices de passo variável, capota dianteira e tanque de combustível integral nas asas.
Foi concluído a tempo de participar da Segunda Guerra Sino-Japonesa. Já na Segunda Guerra, participou de batalhas como o ataque a Pearl Harbor, onde foram utilizados cerca de 103 B5N1 carregando bombas e cerca de 40 B5N2 armados com torpedos. A bordo de uma destas aeronaves estava Mitsuo Fuchida, comandante do ataque.
As aeronaves B5N participaram no afundamento dos porta aviões Lexington no mar de Coral, do porta aviões Yorktown em Midway, e Hornet durante a Batalha das Ilhas Santa Cruz no mês de outubro de 1942, tendo assim causado os maiores danos às forças navais norte americanas durante a fase inicial da Guerra do Pacífico.
Foram produzidos um total de 1149 unidades de B5N, sendo as últimas unidades entregues por volta de 1942, tendo grande parte destas unidades sido substituídos pelo sucessor, o Nakajima B6N Tenzan, na época da ocupação das Ilhas Marianas. Das unidades originalmente produzidas, nenhuma peça inteira restou no pós guerra.

## Especificações Técnicas
O B5N1 era um bombardeiro de 3 lugares sendo estes o piloto, um comandante e 1 atirador de ré que também era operador de rádio. O B5N modelo 11 foi equipado com um motor Nakagima Hikari 3, de 9 cilindros radiais gerando uma potência de 770 hp, já em seguida surgiu o B5N1 modelo 12 com um motor Nakagima Sakae 11 de 14 cilindros dispostos em duas linhas radiais, gerando assim uma potência entre 970 e 985 hp. Atingia uma velocidade de 350 km/h e alcance limitado a 1.100 km. Possuía uma metralhadora Tipo 89 de 7,7 mm na ré.
Já o B5N2 era um avião torpedeiro equipado com um motor Nakagima Sakae 21 de 14 cilindros dispostos em duas linhas radiais, gerando assim 1.115 hp, atingindo uma velocidade de 378 km/h e alcance máximo de 1990 km. Podia ser equipado com um Torpedo de 800 kg ou três bombas de 250 kg. Possuía 2 Metralhadoras Tipo 89 de 7,7 mm na ré e duas metralhadoras fixas sobre o motor.

## Variantes
- Type K: Protótipo.
- B5N1: Primeiro modelo produzido.
- B5N1-K: Muitas aeronaves do modelo B5N1 foram convertidos neste para treinamento avançado.
- B5N2: modelo implantado.